# Ogulnius latus
Ogulnius latus är en spindelart som beskrevs av Bryant 1948. Ogulnius latus ingår i släktet Ogulnius och familjen strålspindlar. Inga underarter finns listade i Catalogue of Life.